# Villino Zamvòs
Il villino Zamvòs è un edificio di Firenze, situato in piazza d'Azeglio 40-41.

## Storia e descrizione
L'edificio ripropone la tipologia propria del villino dell'epoca: organizzato su tre assi si sviluppa su due piani sui quali si imposta, fin dall'origine, un volume in soprelevazione; il piano terreno è a bugnato con portone centrale affiancato da due finestre, il primo piano presenta tre finestre con balaustrini e timpano. A sinistra è un ulteriore corpo che collega l'edificio con il villino Uzielli.
Sulla base del disegno pubblicato sul periodico Ricordi di Architettura nel 1878 il villino può essere ricondotto all'attività dell'architetto e ingegnere Mariano Panajotis Zamvòs, che lo eresse come propria residenza, e datato ai primi anni settanta (1874). La pianta, sempre pubblicata in Ricordi di Architettura, mostra l'inconsueto sviluppo in profondità dell'edificio, motivato dalla particolare conformazione del lotto di terreno, comunque risolto adibendo gli ambienti in facciata a sale di rappresentanza, quelli interni, comunque gratificati dall'affaccio sul giardino che si sviluppa per tutta la profondità sul lato sinistro, a rimesse al piano terreno, a camere al primo piano. Da segnalare per la ricchezza decorativa la cancellata (n. 40) e le inferriate alle due finestre terrene.